# Grabownica (gmina Milicz)
Grabownica (do 1945 niem. Buchendorf (Schlesien)) – wieś w Polsce położona w województwie dolnośląskim, w powiecie milickim, w gminie Milicz.

## Podział administracyjny
W latach 1975–1998 miejscowość należała administracyjnie do województwa wrocławskiego. Obecna nazwa została administracyjnie zatwierdzona 12 listopada 1946.

## Turystyka i środowisko
Przez wieś przebiega szlak rowerowy biegnący trasą dawnej kolejki wąskotorowej (20 km; Sułów - Milicz - Grabownica). Na stawie Grabownica, w pobliżu wschodniego skraju wsi ustawiono wieżę obserwacyjną zwaną Wieżą Ptaków Niebieskich (13 m wysokości). W skład sołectwa Grabownica wchodzi również przysiółek Stawno, dający nazwę pobliskiemu kompleksowi stawów (Kompleks Stawno). Wieś wraz z kompleksem stawów leży na terenie rezerwatu Stawy Milickie

## Zabytki
Do wojewódzkiego rejestru zabytków wpisane są:
- budynek dawnej prepozytury cysterskiej, obecnie dom nr 3, z pierwszej ćwierci XVII w., przebudowany w XIX w.
- dawny cmentarz ewangelicki, z drugiej połowy XIX w.; znajdujący się około 1 km na zachód od wsi, około 100 m na południe od szosy Ruda Milicka - Grabownica. Cmentarz znajduje się w kępie starych drzew rosnących pośrodku pola; przy szosie jest drogowskaz, jednak niewidoczny z biegnącego wzdłuż drogi szlaku rowerowego.

Ponadto w pobliżu wsi znajduje się drewniany jaz Grabownica spiętrzający wody rzeki Prądnia.